# Ohlsbach

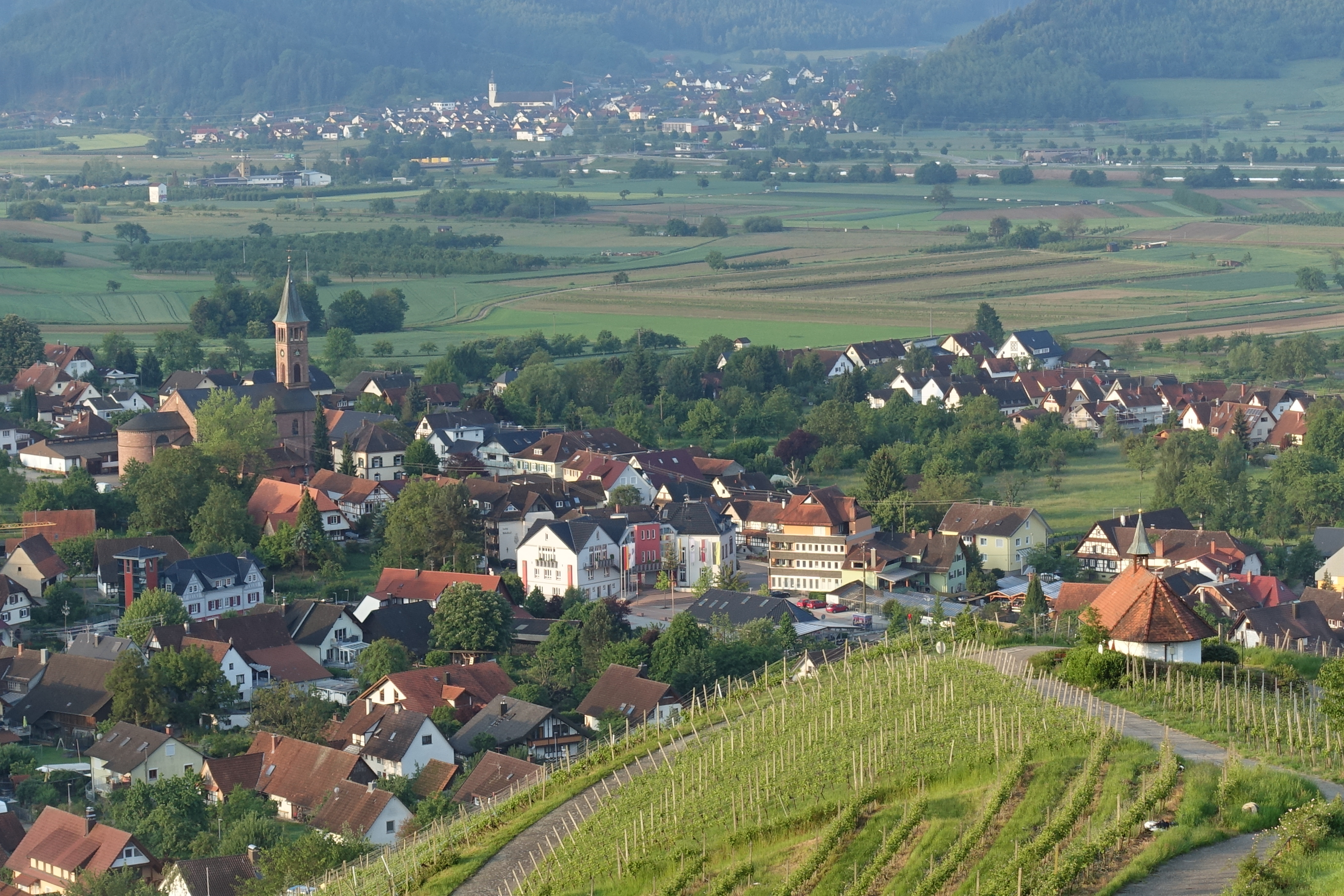
Blick auf Ohlsbach

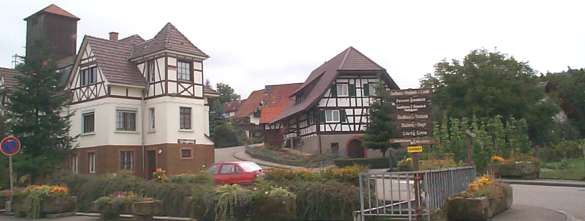
Dorfkern mit altem Feuerwehrhaus

Ohlsbach ist eine Gemeinde im Ortenaukreis in Baden-Württemberg.
Der Wein- und Ferienort mit zahlreichen Fachwerkhäusern liegt im unteren Kinzigtal an der Badischen Weinstraße.

## Geografie

### Geografische Lage
Ohlsbach liegt am Westrand des Schwarzwalds am Anfang des Kinzigtals in ruhiger Lage etwas abseits der Bundesstraße 33.
Die Gemarkung Ohlsbach beträgt 1113,4 ha, davon land- und forstwirtschaftlich: 900 ha, davon 600 ha Wald und 300 ha landwirtschaftliche Nutzung. Durch den Ort fließt der 8,6 Kilometer lange und namensgebende Ohlsbach, welcher in die Kinzig mündet.

### Nachbargemeinden
Die Gemeinde grenzt im Norden an Durbach, im Osten an Reichenbach (Gengenbach), im Süden an Berghaupten und im Westen an Ortenberg und mit den Gemarkungen Zell-Weierbach und Fessenbach an die Kreisstadt Offenburg.

### Gemeindegliederung
Zur Gemeinde Ohlsbach gehören das Dorf Ohlsbach, die Weiler Büchen, Ebersweier, Nothalde, Schlauch und Weißenbach und die Höfe Hinterohlsbach und Meisengrund. Im Gemeindegebiet lagen die in Ohlsbach aufgegangenen Ortschaften Hubersgasse und Schindelhof.

## Geschichte
Die erste bekannte Nennung des Ortsnamens datiert aus dem Jahre 1234. Sie lautet Olespach und wird nach dem Bach als Aalbach oder nach dem ersten Siedler als Bach des Olo gedeutet. Jedoch kann davon ausgegangen werden, dass sich auf der Gemarkung schon lange zuvor eine Siedlung befand.
Das Tal wurde damals gerodet, um die Versorgung der Mönche des Gengenbacher Klosters zu sichern.
Die ältesten Ortsteile sind das Dorf, Hinterohlsbach, Ebersweier und Büchen. Ohlsbach ist eine Streusiedlung. Von den ersten Häusern existieren keine mehr. 1689 wurde das Dorf bis auf zwei Häuser abgebrannt. Über den Grundmauern letzterer zwei entstanden moderne Anwesen. Im Jahre 1402 erklärte Ohlsbach seinen Beitritt zu der Stadtrepublik Gengenbach. Das Original des Vertrages befindet sich im Gemeindearchiv. Als die Ohlsbacher der Stadt beitraten, erklärten sie sich zu einer Zunft. Sie gelobten der Stadtobrigkeit Treue und Gehorsam.
Die Stadt selbst versprach, die alten Rechte der Ohlsbacher nicht zu schmälern. Verbürgt sind diese in dem „Alten Herkommen“, dessen Original sich auch im Gemeindearchiv befindet. Ohlsbach trat also ganz in den Gengenbacher Gemeindeverband ein, behielt aber immer aufgrund seines Vermögens und eigener Einkünfte eine Sonderstellung. Auch sicherten sich die Ohlsbacher den Austritt aus dem Verband.
Als im Jahre 1803 der Stadtstaat Gengenbach aufgelöst wurde und die einzelnen Kirchspielgemeinden eigenständig wurden, schied Ohlsbach nur mit dem eingebrachten Gut aus, während die anderen neuen Gemeinden Anteile der ehemaligen Reichsstadtgemarkung erhielten. Von 1807 bis 1872 gehörte Ohlsbach zur Verwaltungseinheit des Bezirksamtes Gengenbach und von 1872 bis 1939 zum Bezirksamt Offenburg. Drei Bildstöcke mit Rebmesser im Wappenschild deuten darauf hin, dass Ohlsbach eine uralte, freie dörfliche Gemeinschaft mit umfangreichem Weinbau war. Bei der Gemeindereform 1973/1974 konnte Ohlsbach sich seine Selbständigkeit bewahren, trotz seiner bewegten Geschichte mit wechselnden Besitzzugehörigkeiten. Heute hat sich das ursprüngliche Bild der früher überwiegend bäuerlichen Gemeinde gewandelt. Neben Land- und Forstwirtschaft bilden verstärkt mittelständische Betriebe die Grundlage von Ohlsbach, aber auch Weinbau und Fremdenverkehr sind von Bedeutung.

## Demographie
Einwohnerzahlen nach dem jeweiligen Gebietsstand.
| Jahr | Einwohnerzahl |
| ---- | ------------- |
| 1804 | 599           |
| 1814 | 715           |
| 1864 | 1.064         |
| 1913 | 1.131         |
| 1939 | 1.253         |
| 1961 | 1.737         |
| 1970 | 2.100         |
| 2011 | 3.186         |
| 2013 | 3.344         |
| 2014 | 3.361         |
| 2021 | 3.340         |
| 2022 | 3.382         |

## Politik

### Verwaltungsgemeinschaft
Die Gemeinde gehört der vereinbarten Verwaltungsgemeinschaft der Stadt Gengenbach an.

### Bürgermeister
- Im Februar 2012 wurde Bernd Bruder (* 1962) zum Nachfolger von Horst Wimmer gewählt.[7]

### Gemeinderat
Der Gemeinderat in Ohlsbach hat 12 Mitglieder. Er besteht aus den gewählten ehrenamtlichen Gemeinderäten und dem Bürgermeister als Vorsitzendem. Der Bürgermeister ist im Gemeinderat stimmberechtigt. Die Kommunalwahl am 9. Juni 2024 führte zu folgendem Endergebnis:
| Parteien und Wählergemeinschaften | Parteien und Wählergemeinschaften           | % 2024 | Sitze 2024 | % 2019 | Sitze 2019 | Kommunalwahl 2024 %6050403020100 44,9 %55,1 % CDUFWGewinne/Verlusteim Vergleich zu 2019 %p 6 4 2 0 −2 −4 −6−4,2 %p+4,2 %pCDUFW |
| FW                                | Freie Wählervereinigung                     | 55,1   | 7          | 50,9   | 6          | Kommunalwahl 2024 %6050403020100 44,9 %55,1 % CDUFWGewinne/Verlusteim Vergleich zu 2019 %p 6 4 2 0 −2 −4 −6−4,2 %p+4,2 %pCDUFW |
| CDU                               | Christlich Demokratische Union Deutschlands | 44,9   | 5          | 49,1   | 6          | Kommunalwahl 2024 %6050403020100 44,9 %55,1 % CDUFWGewinne/Verlusteim Vergleich zu 2019 %p 6 4 2 0 −2 −4 −6−4,2 %p+4,2 %pCDUFW |
| gesamt                            | gesamt                                      | 100,0  | 12         | 100,0  | 12         | Kommunalwahl 2024 %6050403020100 44,9 %55,1 % CDUFWGewinne/Verlusteim Vergleich zu 2019 %p 6 4 2 0 −2 −4 −6−4,2 %p+4,2 %pCDUFW |
| Wahlbeteiligung                   | Wahlbeteiligung                             | 73,1 % | 73,1 %     | 72,6 % | 72,6 %     | Kommunalwahl 2024 %6050403020100 44,9 %55,1 % CDUFWGewinne/Verlusteim Vergleich zu 2019 %p 6 4 2 0 −2 −4 −6−4,2 %p+4,2 %pCDUFW |

### Partnerschaften
Ohlsbach unterhält mit folgender Stadt eine Städtepartnerschaft:
- Bœrsch, Elsass, Frankreich

## Kultur und Sehenswürdigkeiten

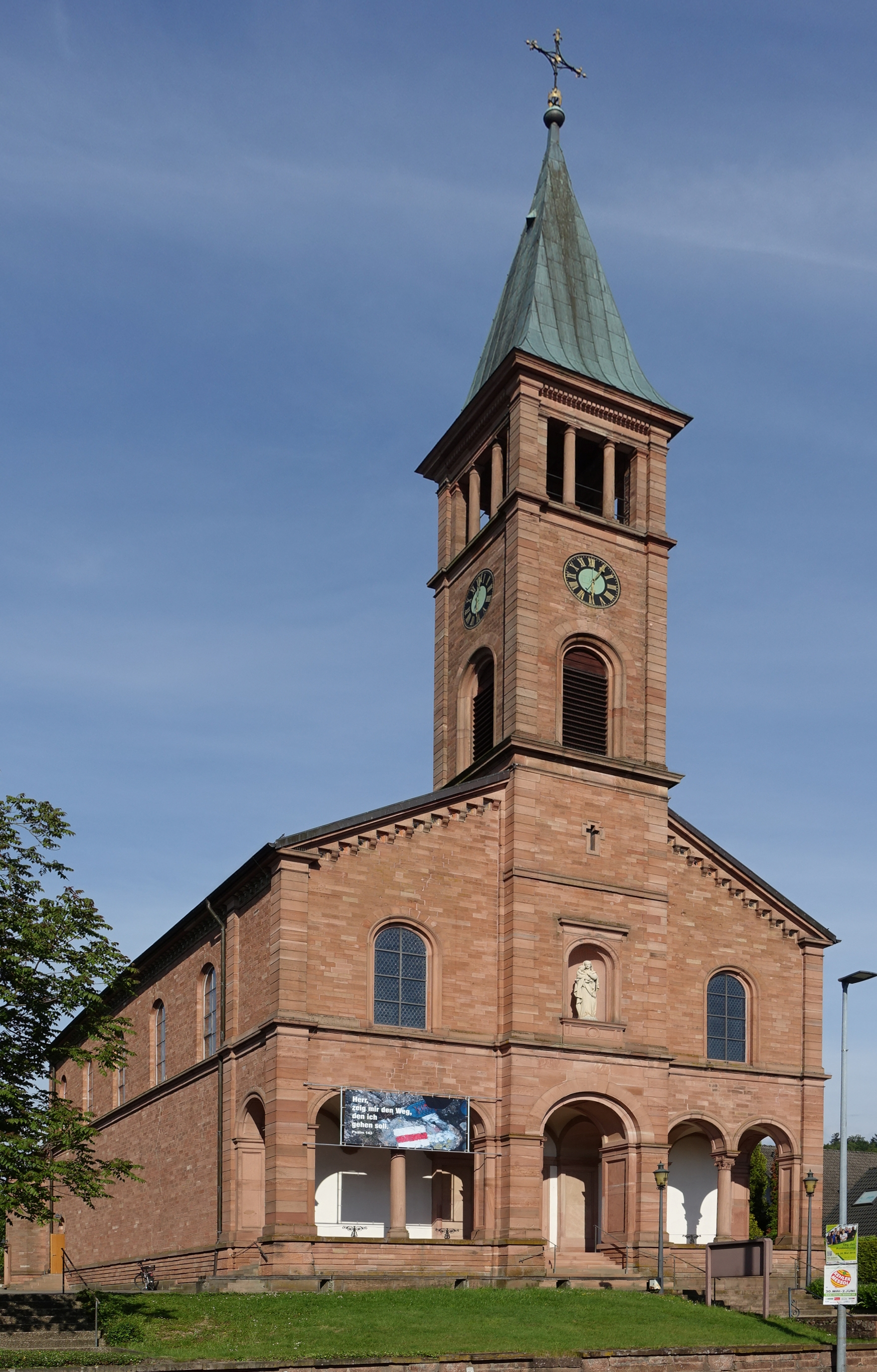
Dreifaltigkeitskirche

### Sehenswürdigkeiten
Sehenswürdig sind

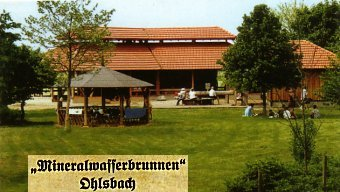
Ohlsbacher Mineralbrunnenanlage

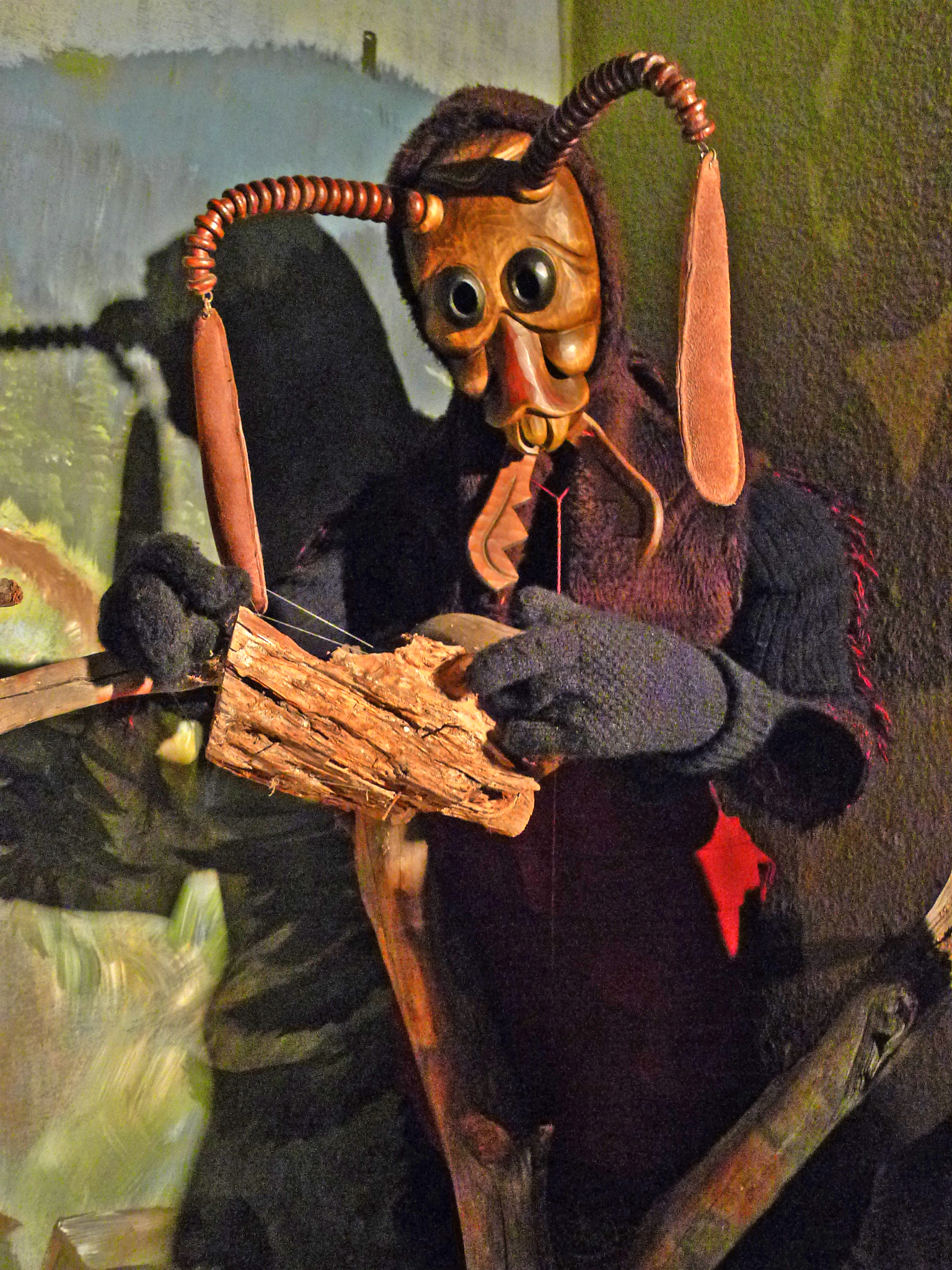
Umbeise

- die Dreifaltigkeitskirche (Ohlsbach)
- das alte Feuerwehrhaus
- das Rathaus
- Kapelle Maria Hilf

und die
- Mineralbrunnenanlage,

gespeist von einer Salzquelle, die ein freier Auslauf hochsalinarer Wässer aus dem kristallinen Grundgebirge in das Kinzigtal ist. Die „Salzfahne“ ist bis in den Rhein verfolgbar. Die Austrittstellen sind teilweise in Brunnen gefasst. In einem lokalen Gradierwerk wird Salz gewonnen.
Seit 1982 besitzt die Gemeinde Ohlsbach eine Mineralbrunnenanlage mit reinem Mineral-Solewasser mit Wassertretbecken und Gradieranlage. Die durch eine Pumpe gewonnene Salzsole rieselt hier über Bergtannenreisig und nimmt aromatische Harze und ätherische Öle auf, die zerstäubt in die Atemluft des Besuchers gelangen. Gepflegt wird diese Erholungsstätte von einem eigens gegründeten Verein.

### Religionen
Seit der Dekanatsreform am 1. Januar 2008 gehören Ohlsbach und die Dreifaltigkeitskirche zum Dekanat Offenburg-Kinzigtal und zudem zur Seelsorgeeinheit Vorderes Kinzigtal St. Primin.

### Vereinsleben

#### Narrenzunft Umbeisen & Hexen
Am 30. August 1975 trafen sich eine Handvoll Ohlsbacher Narren, um eine Narrenfigur für die Ohlsbacher zu finden, und man kam auf die „Umbeise“ (Ameise), weil die Ohlsbacher schon Ende des Ersten Weltkrieges „Umbeisen“ genannt wurden. Dieser Spitzname kam daher, dass die Ohlsbacher als ein rühriges, arbeitsfreundliches, aber auch giftiges Volk angesehen wurde. Das „Häs“ der Umbeisen wurde am Schmutzigen Donnerstag 1976 vorgestellt. 1976 kamen dann durch einen Zusammenschluss die Hexen hinzu. Die Gruppierung der Hexen entstand schon in den 1960er Jahren bei der Ohlsbacher Feuerwehr. Diese trat an der Fastnacht in geliehenen Röcken und Schürzen und Plastikmasken auf. Die Gruppe wuchs und auch Menschen, die nicht in der Feuerwehr waren, traten bei. 1978 schlossen sich die Hexen und Umbeisen zusammen. Später wurde dann noch die Einzelfigur des „Hennelochschratt“ geschaffen. Die Narrenzunft ist seit 1983 Mitglied des Verband Oberrheinischer Narrenzünfte und führte 1984 direkt das Vogteitreffen des VON durch. 2015 zählte die Zunft 114 aktive, 45 passive und 46 Kinder als Mitglieder.
Eine in der Region einzigartige Tradition sind die Rekruten, eine Gruppe, die sich jedes Jahr aus Jugendlichen eines Jahrganges des Dorfes neu formiert. Wahrscheinlich in der Zeit nach dem Zweiten Weltkrieg entstanden, waren die Rekruten, wie der Name sagt, männliche Jugendliche, die zum Wehrdienst eingezogen wurden. Während der Fastnachtszeit bildeten sie eine eigene Gruppe, um gemeinsam den Abschied vom Zivilleben zu feiern. Heute sind auch Frauen zugelassen. Eine Tradition der Rekruten ist das Schiewerädli-Schießen (Scheibenschlagen), wobei nachts brennende Holzscheiben von einem Hügel in die Weinberge geschleudert werden.

#### Fußball-Club Ohlsbach
Der FC Ohlsbach wurde 1997 gegründet. Erster Vorstand wurde Erhard Wußler. Im Jahr 2007 zählte man 440 Mitglieder. Das 10-jährige Jubiläum wurde mit im Rahmen eines dreitägigen Sportfestes. Bei den Jugendmannschaften gibt es oft Spielgemeinschaften mit dem SV Reichenbach und dem SV Berghaupten.

#### Weitere Vereine
Weitere Vereine in Ohlsbach sind der Bahnengolfsportverein, das CHORwerk, die Drachen- und Gleitschirmflieger, der Förderverein für den Kindergarten und die Grundschule, die Freiwillige Feuerwehr, der Gewerbe- und Handwerkerverein, der Förderverein für den Mineralbrunnen, die Guggemusik Ohrebutzer, der Harmonika-Club, der Heimatverein, der Imkerverein, das IT members forum, der KJG, die Musik- und Trachtenkapelle Ohlsbach, die Ohlsbacher Frauen Aktiv, die Radsportler, der Schachclub, der Spielmannszug, der Sportverein, der Tennis-Club, die Trachtengruppe und der Turnverein.

## Wirtschaft und Infrastruktur

### Wirtschaft
Die Wirtschaftsstruktur Ohlsbachs ist mittelständisch geprägt. Neben Land- und Forstwirtschaft spielt der Weinbau eine Rolle; der Ort liegt an der Badischen Weinstraße und ist touristisch in die Weinregion Ortenau eingebunden.
Zur Ansiedlung von Betrieben stehen kommunale Gewerbeflächen sowie der gemeinsam mit Gengenbach und Berghaupten entwickelte Kinzigpark am Eingang des Kinzigtals zur Verfügung (insgesamt rund 23–30 ha geplante Gewerbeflächen). Die Gemeinde veröffentlicht zudem Standortdaten mit aktuellen Hebesätzen.
Ohlsbach ist arbeitsmarktlich stark verflochten mit den Nachbarstädten; nach der amtlichen Pendlerstatistik 2023 standen 1.583 Auspendlern 727 Einpendler gegenüber (Pendlersaldo −856).
Ein größeres Industrieunternehmen am Ort ist die WTO Werkzeug-Einrichtungen GmbH (Präzisions-Werkzeughalter u. a.), die seit 1998 in Ohlsbach produziert; das Unternehmen berichtet von einer deutlichen Erweiterung der Produktionsflächen. Die Interessen der lokalen Betriebe werden u. a. über den Gewerbe- und Handwerkerverein Ohlsbach sowie das regionale Wirtschaftsforum Kinzigtal vernetzt.

### Bildung

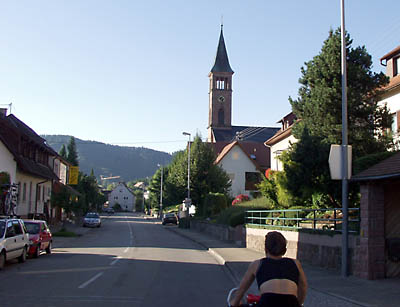
Hauptstraße aus Richtung Gengenbach

In Ohlsbach gibt es eine Grundschule, die Weinbergschule. Alle weiterführenden Schulen stehen in Gengenbach oder der nahe gelegenen Kreisstadt Offenburg zur Verfügung.

### Sportgelände
Das neue Sportgelände auf der Brumatt umfasst eine Mehrzweckhalle, zwei Rasen- und einen Hartplatz sowie eine Leichtathletikanlage. Ein Bolzplatz und Basketballkörbe stehen ebenfalls zur Verfügung für Jugendliche, welche keinem Verein angehören.
Neben der Halle steht das Feuerwehrhaus mit Probenraum des Musikvereins sowie das Vereinsheim des Turnvereins.
Das Vereinsheim und die drei Plätze des Tennisvereins befinden sich in der Nähe des Sportgeländes. Der Bahnengolfsportverein spielt auf dem Minigolfplatz in der Dorfmitte neben dem Rathaus.

### Verkehr
Die nächstgelegenen Bahnhöfe befinden sich an der Schwarzwaldbahn in Gengenbach (ca. 5 km Entfernung) und Offenburg (ca. 7 km Entfernung). Bis 1963 hatte Ohlsbach einen eigenen Bahnhof.
Durch eine Alltagsroute aus dem Radnetz Baden-Württemberg ist Ohlsbach über Ortenberg mit Offenburg und über Gengenbach mit Haslach im Kinzigtal verbunden.
Durch Ohlsbach verläuft als Landes-Radfernweg der Badische Weinradweg. Er führt von Grenzach-Wyhlen am Hochrhein nach Laudenbach im Norden Baden-Württembergs, dabei werden sieben der neun badischen Weinanbaugebiete untereinander verbunden. Die Route verläuft aus Friesenheim kommend in einer Schleife über Gengenbach nach Ohlsbach und weiter nach Ortenberg. Von dort aus führt der Weg oberhalb der Offenburger Stadtteile Fessenbach und Zell-Weierbach weiter.
Durch Ohlsbach führt die Landesstraße 99.
Das Ultraleichtfluggelände Ohlsbach liegt etwa 1,5 km westlich der Ortsmitte.

## Persönlichkeiten

### Söhne und Töchter der Gemeinde
- Balthasar von Brandeck, Gengenbacher Schultheiß (1499–1520)
- Hermann Isenmann (1908–1991), Bildhauer, Metallgießer und Restaurator

### Mit der Gemeinde verbunden
- Helmut Stehle, Träger des Bundesverdienstkreuzes